# Andrzej Belina
Andrzej Janusz Belina (ur. 16 września 1958 w Radomiu) – polski menedżer, działacz związkowy i opozycyjny w PRL.

## Życiorys
Syn Jana i Haliny. Ukończył Liceum Lotnicze w Dęblinie (1977), a także Wydział Transportu Wyższej Szkoły Inżynierskiej w Radomiu (1993). Od 1979 do 1981 pracownik administracyjno-techniczny Wyższej Szkoły Inżynierskiej w Radomiu. Od września 1980 członek NSZZ „Solidarność”, został członkiem Komitetu Zakładowego w Instytucie Eksploatacji Pojazdów WSI w Radomiu. Uczestniczył także w strajku okupacyjnym w miejscu pracy, wskutek czego został zwolniony z pracy. Od 1982 do 1984 zatrudniony w Lokomotywowni PKP w Dęblinie, następnie do 1995 zatrudniony w przedsiębiorstwach grupy PKP w Radomiu. Zajmował się kolportażem podziemnych pism i książek. W latach 1988–1989 rozpracowywany przez Wojewódzki Urząd Spraw Wewnętrznych w Radomiu.
W 1989 wszedł w skład Komitetu Obywatelskiego „Solidarność” Ziemi Radomskiej, był delegatem na Wojewódzki Zjazd Delegatów Ziemi Radomskiej i członkiem Komisji Krajowej „Solidarności”. W ramach związku od grudnia 1989 do marca 1990 (wybór unieważniony) oraz od 1992 do 1995 kierował radomskim zarządem regionalnym. W wyborach parlamentarnych w 1993 otwierał radomską listę okręgową Komitetu Wyborczego NSZZ „Solidarność”. Od 1995 do 1997 kierował spółką ECR-Trans Przedsiębiorstwo Transportowe Elektrociepłowni Radom, następnie był pełnomocnikiem wojewody radomskiego ds. rozwoju regionalnego i doradcą wojewody mazowieckiego. Został zarządcą komisarycznym PPKS Ratrans w Radomiu, zasiadał również w radach nadzorczych spółek komunalnych. W 2001 przeszedł na rentę.